# 대한민국 제10대 대통령 선거
대한민국의 제10대 대통령 선거는 박정희 대통령이 1984년 12월 26일까지로 되어있던 임기를 채우지 못하고 1979년 10월 26일 사망함에 따라 1979년 12월 6일 그 잔여 임기를 채울 후임자를 선거한 것을 말한다. 통일주체국민회의의 간접 선거로 치러진 이 선거 결과 유일하게 입후보한 최규하 대통령 권한대행이 압도적인 지지율로 당선되었다. 선거는 비교적 자유로운 분위기로 진행돼, 사실상의 반대표인 무효표가 사상 최대인 84표가 나오는 등 이전의 통일주체국민회의의 선거와는 사뭇 다른 모습을 보였다.

## 배경
1979년 10월 26일 박정희 대통령이 암살 당하자 헌법 제48조에 따라 최규하 국무총리가 대통령의 권한을 대행하게 되었다. 신민당 등 야권은 즉시 헌법을 개정하여 국민들의 직접 선거로 후임 대통령을 선출할 것을 요구하였다. 그러나 최규하 대통령 권한대행은 현실적인 이유로 일단은 현행 대통령 간접 선거제 헌법대로 새 대통령을 선출한 뒤, 신임 대통령의 관리 하에 대통령 직접 선거제 헌법 개정에 착수하기로 결정하였다. 결국 현실적인 문제와 여론의 지지로 이전과 같이 통일주체국민회의의 간접 선거를 통한 신임 대통령 선거를 실시하게 되었다.

### 최규하 총리의 출마
최규하 권한대행은 11월 10일 특별담화를 발표하고 대통령 선거 출마를 선언하였다. 또한 "임기를 채우지 않고 이른 시일 내 헌법을 개정"해 민주적인 새 정부를 수립하도록 하겠다고 공약했다. 12월 3일, 최규하 대통령은 곽상훈 등 대의원 827명의 추천으로 대통령 후보로 등록했다.

### 김종필 총재의 불출마
박정희 대통령 암살 전까지 여당이던 민주공화당 내부에선 김종필 총재가 후임 대통령 선거에 나가야 한다는 의견이 많았으나, "통일주체국민회의 선출이 아닌 민주화 개헌 후 국민 직선으로 대통령이 돼야 한다"는 당내 일부 의견과 군부의 견제로 결국 11월 10일 총재 상임고문단 회의를 통해 대선 후보를 내지 않는 것으로 결정됐다.

## 재적 대의원
대의원 정원은 2,583석이나 5명이 사퇴, 18명이 사망하여 재적 대의원은 2,560명이었다. 이 중 부산에서 1명, 서울, 강원, 전북, 전남, 경북, 경남에서 각 2명 등 총 11명의 대의원은 선거에 참석하지 않았다. 불참 사유로는 해외체류 2명, 와병 6명, 기타 3명이었다.
| 지역 | 출석  | 불참 | 재적  | 공석 | 정원  |
| ---- | ----- | ---- | ----- | ---- | ----- |
| 서울 | 388   | 2    | 390   | 1    | 391   |
| 부산 | 144   | 1    | 145   | 0    | 145   |
| 경기 | 318   | 0    | 318   | 1    | 319   |
| 강원 | 148   | 2    | 150   | 1    | 151   |
| 충북 | 130   | 0    | 130   | 1    | 131   |
| 충남 | 232   | 0    | 232   | 3    | 235   |
| 전북 | 200   | 2    | 202   | 1    | 203   |
| 전남 | 309   | 2    | 311   | 1    | 312   |
| 경북 | 369   | 2    | 371   | 8    | 379   |
| 경남 | 284   | 2    | 284   | 6    | 290   |
| 제주 | 27    | 0    | 27    | 0    | 27    |
| 계   | 2,549 | 11   | 2,560 | 23   | 2,583 |

## 선거 결과
1일부터 5일까지 후보 등록을 받은 결과 유일하게 입후보한 최규하가 2,560명의 대의원 중 과반인 2,465표를 얻어 당선되었다.
| 대한민국 제10대 대통령 선거 |        |        |         |                 |              |              |
| 유권자수: 2,560명           |        |        |         |                 |              |              |
| 후보                        | 후보   | 정당   | 득표    | 득표율          | 당락         | 비고         |
|                             | 최규하 | 무소속 | 2,465표 | \| \| 96.29% \| | 당선         |              |
| 합계                        | 합계   | 합계   | 2,465표 | 무효표: 84표    | 무효표: 84표 | 무효표: 84표 |
|                             | 96.29% |        |         |                 |              |              |

## 이후
당선된 최규하 대통령 권한대행은 12월 6일 대통령에 선출되었으나 정식 취임식은 12월 21일 장충체육관에서 거행되었고, 그 전인 12월 12일 전두환의 신군부 세력이 쿠데타를 일으킴으로서 사실상 허수아비 대통령이 되고 말았다.

## 같이 보기
- 최규하
- 박정희
- 신군부
- 통일주체국민회의